# Pienikowate

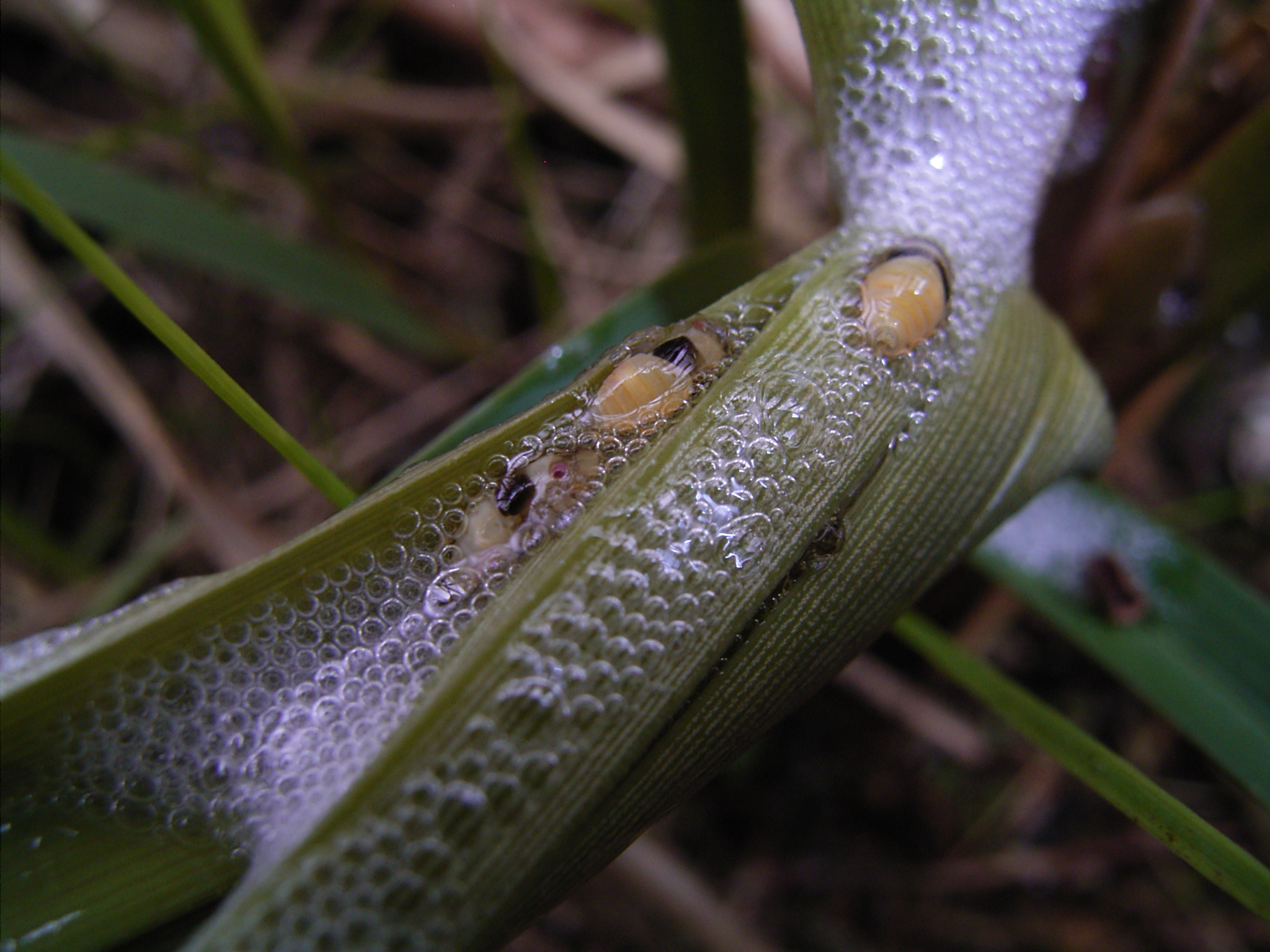
Nimfy Aphrophora major wywarzające pianę

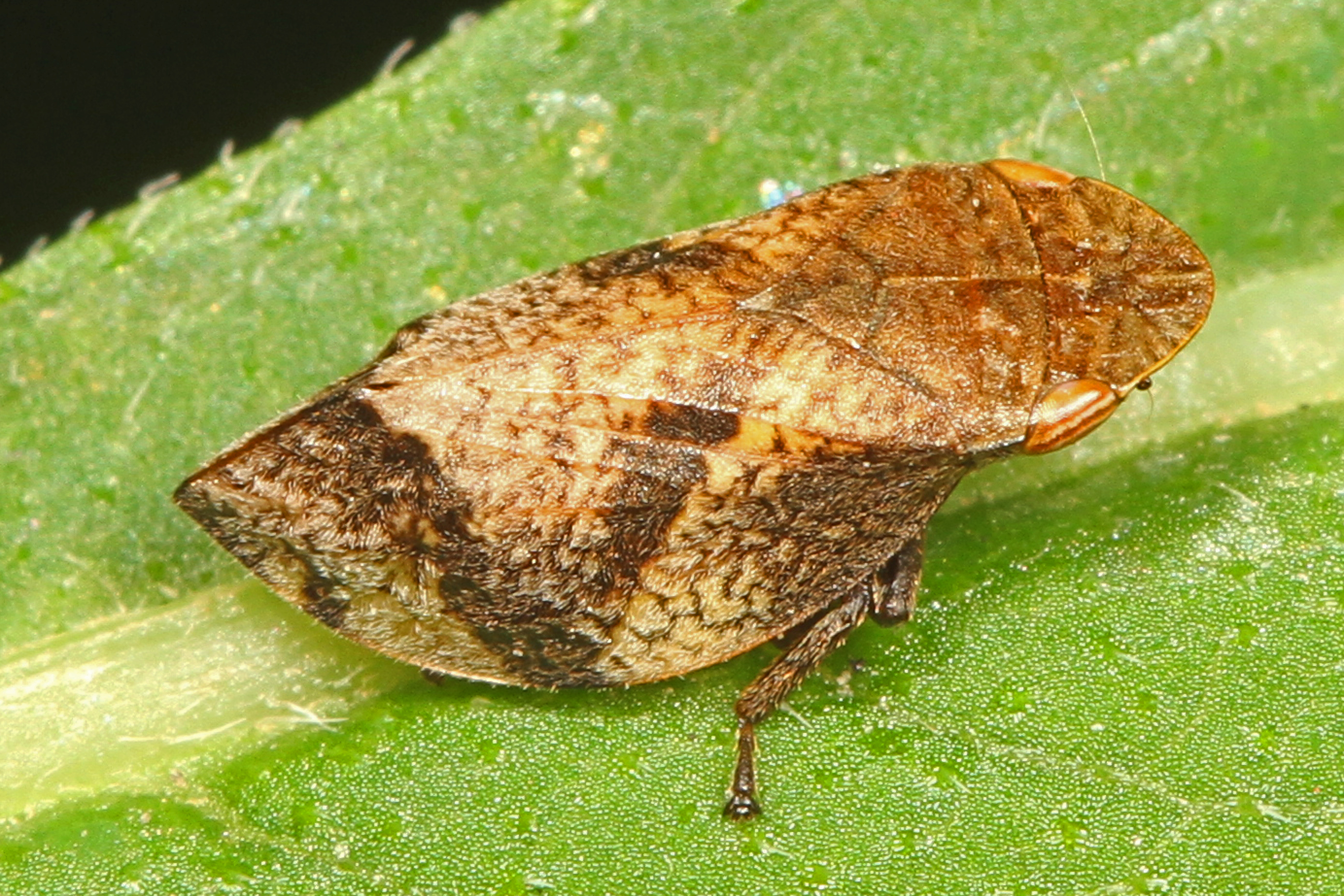
Lepyronia quadrangularis

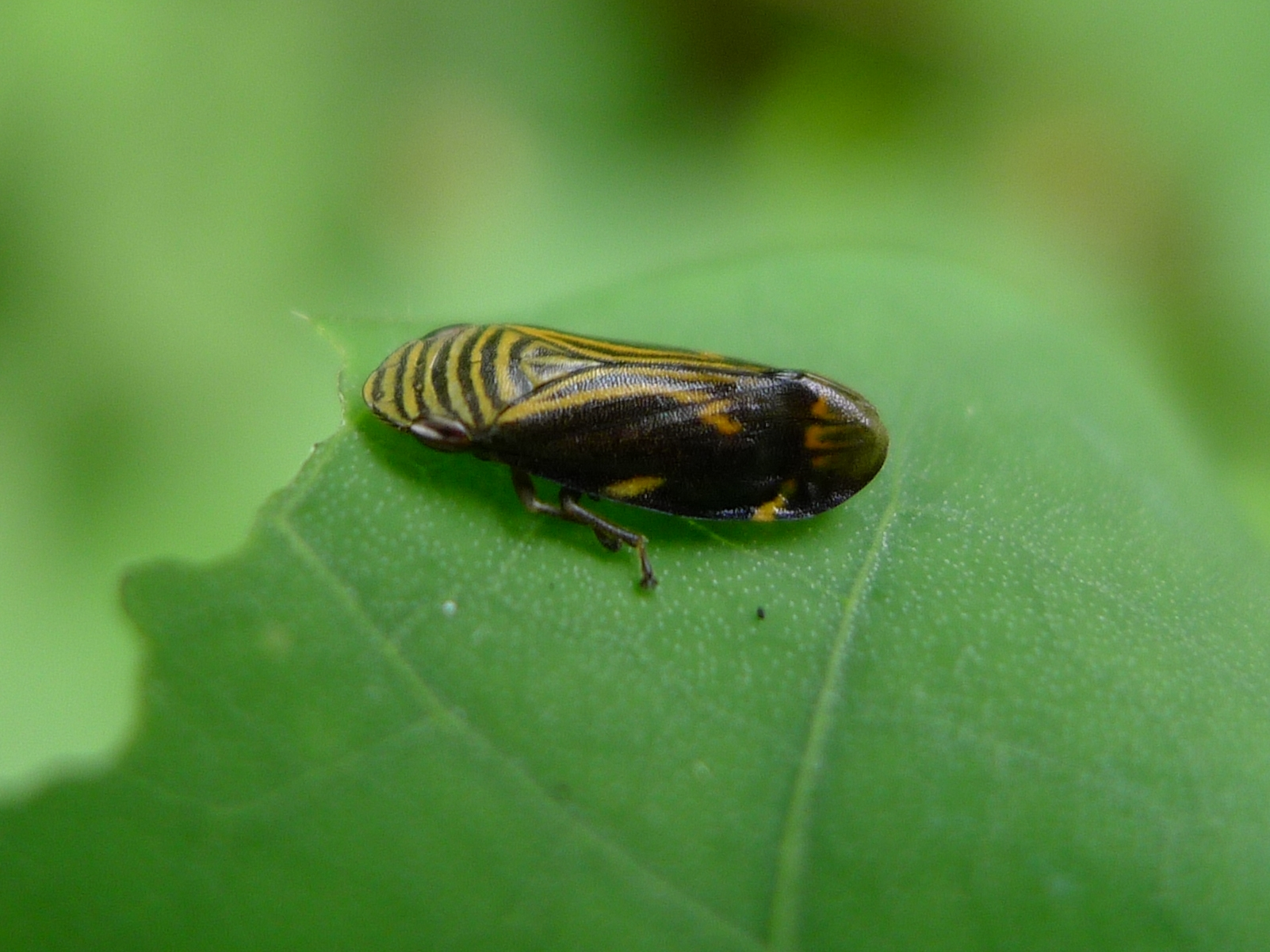
Clovia exima

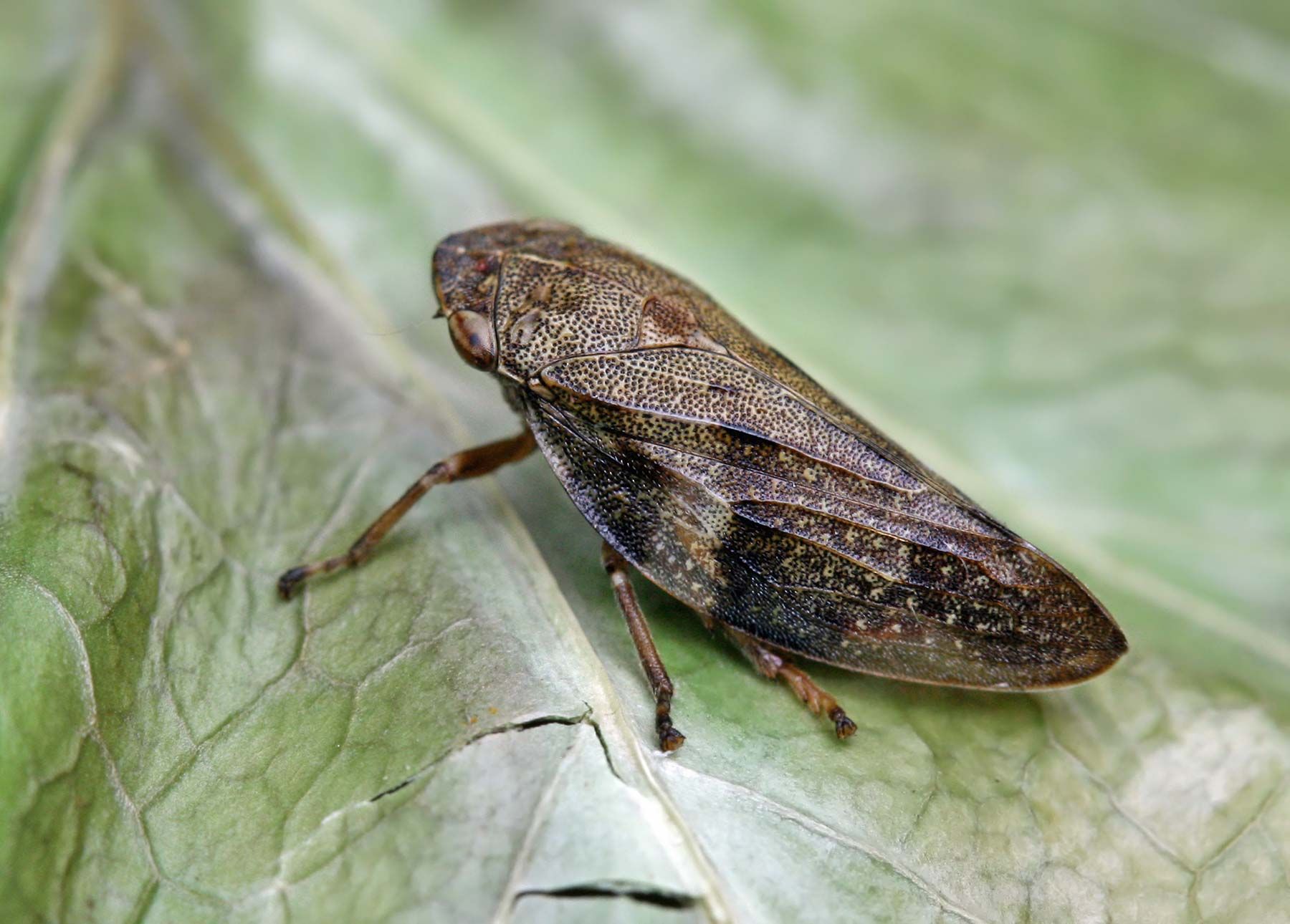
Pienik olchowiec

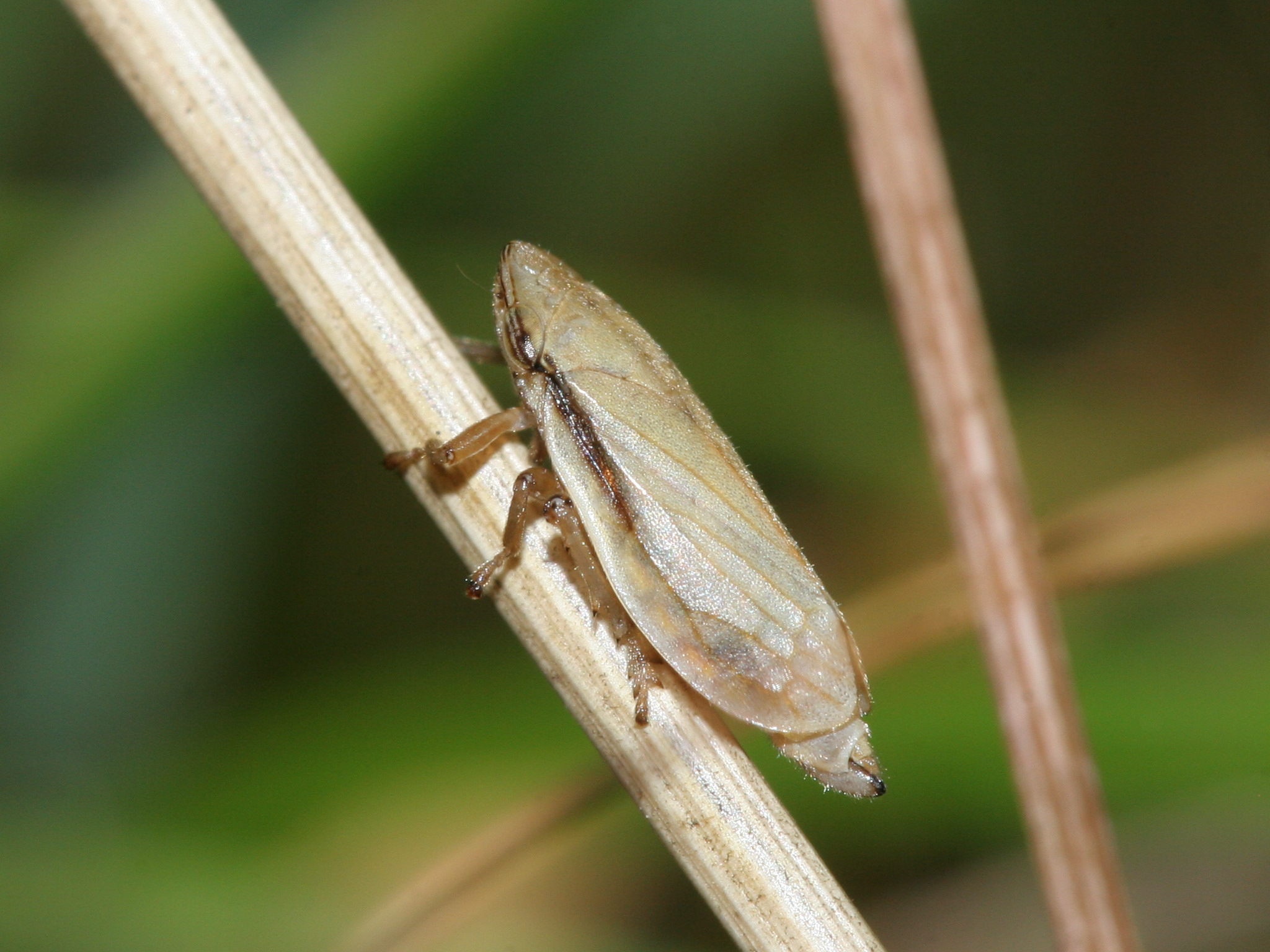
Neophilaenus lineatus

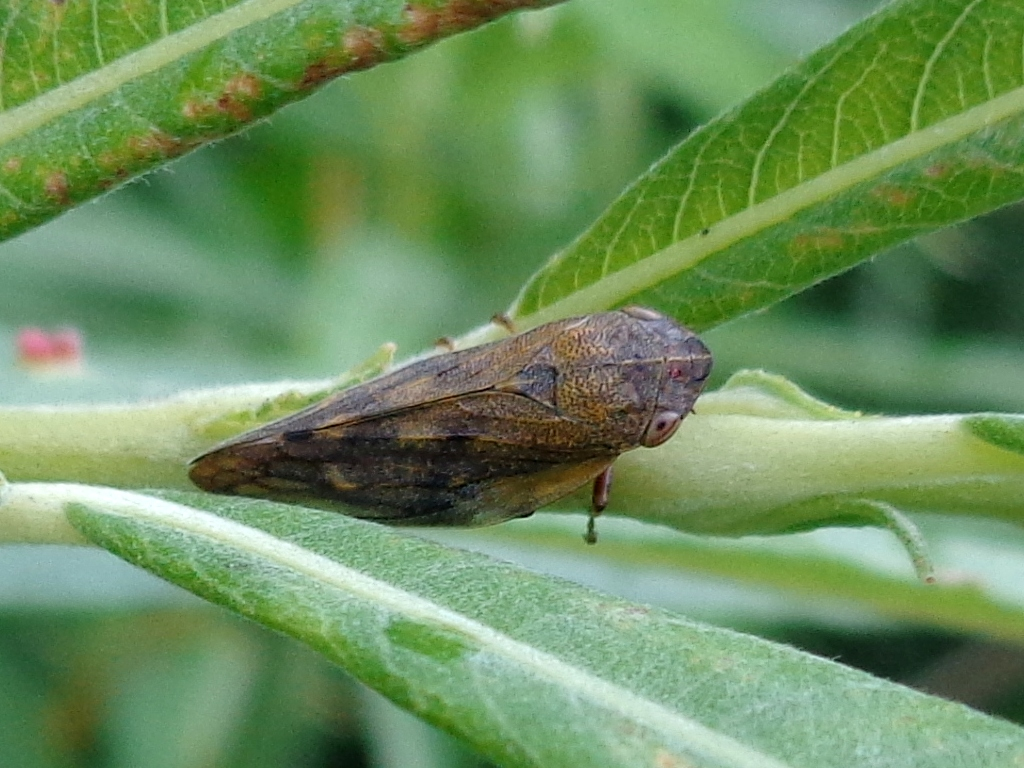
Aphrophora pectoralis

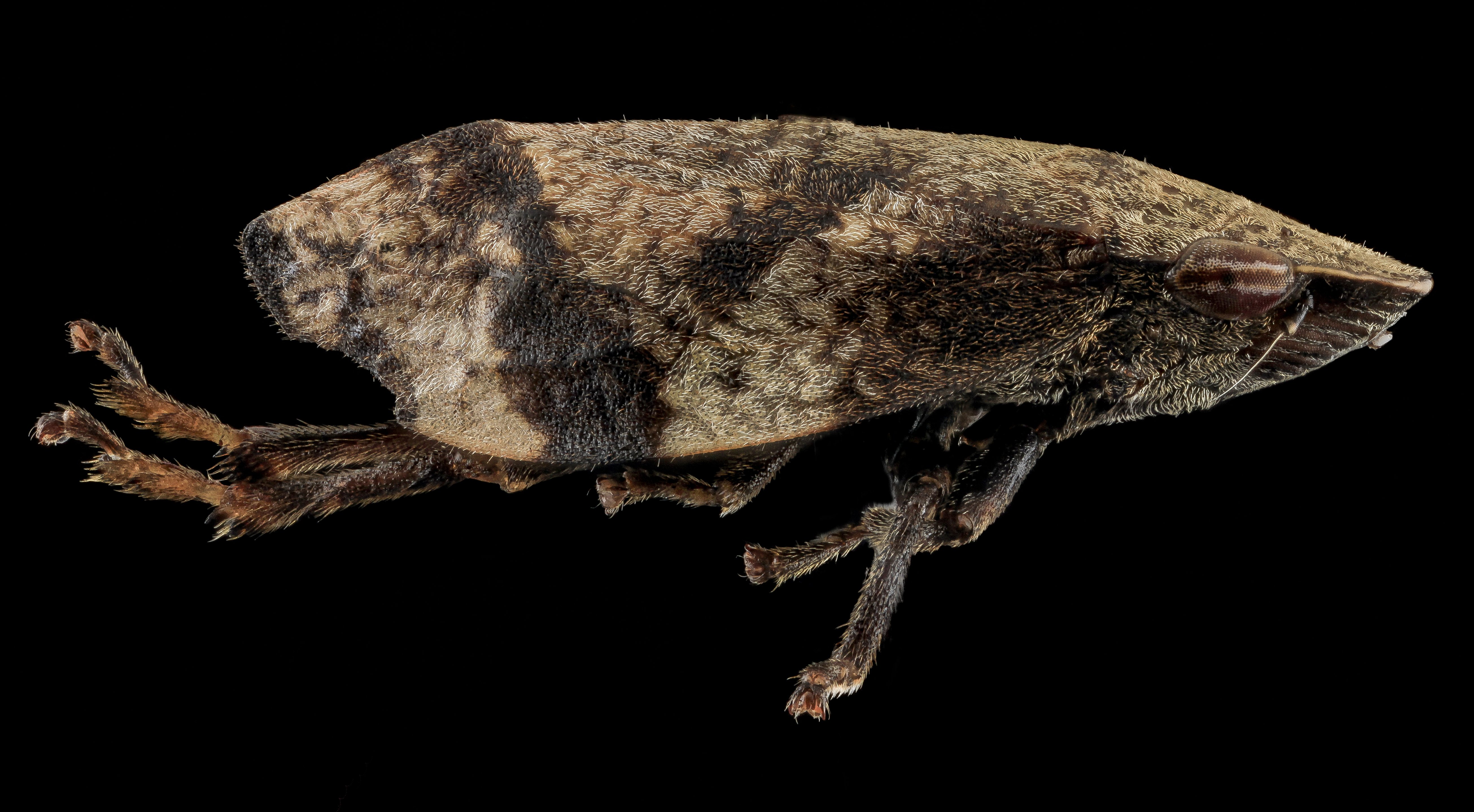
Lepyronia angulifera

Pienikowate (Aphrophoridae) – rodzina pluskwiaków z podrzędu cykadokształtnych, licząca ponad 900 opisanych gatunków.

## Opis
Pluskwiaki o delikatnie i gęsto owłosionym ciele. Osiągają długość do 13 mm. Głowa wyposażona jest w podługowate, niestykające się z nasadami skrzydeł oczy złożone oraz parę przyoczek, położonych na ciemieniu, ale z dala od jego krawędzi. Frontoclypeus (zrośnięte czoło i nadustek) jest wypukły. Panewki czułkowe są płytkie i nie zakrywają nasadowych członów czułków. Długość i szerokość tarczki są mniej więcej równe.

## Biologia i występowanie
Owady zaliczane do tej rodziny występują na całym świecie, jednak najliczniej w krajach strefy tropikalnej. W Polsce stwierdzono 15 gatunków (zob. pienikowate Polski).
Nazwa rodziny pochodzi od pienistej wydzieliny  ochronnej, którą otaczają się larwy pienikowatych, widoczne np. na trawie i gałęziach. Oddychanie umożliwia larwom umieszczony na brzusznej stronie ciała kanał oddechowy. Larwy wysuwają go poza warstwę ochronną podczas pobierania powietrza. Wydzielana ta jest produkowana przez przewód pokarmowy, a w jej skład wchodzą wytwarzane w cewkach Malpighiego białka i mukopolisacharydy. Piana pienikowatych przypomina tą u krasankowatych i ma grubsze pęcherzyki niż ta u Clastopteridae.
Larwy pienikowatych żywiąc się sokami roślin, powodują w przypadku masowego występowania szkody wśród roślin uprawnych.

## Systematyka  i filogeneza
Pienikowate należą do nadrodziny Cercopoidea. Filogenetyczne analizy molekularne wskazują, że w ich skład powinny zostać włączone Epipygidae. Klad obejmujący pienikowate i Epipygidae jest najbliżej spokrewniony z krasankowatymi, a linie ewolucyjne obu grup rozeszły się w kredzie, między 122 a 168 milionami lat (wcześniejsze szacunki Szczerbakowa dokonane na podstawie zapisu kopalnego mówiły o około 100 milionach lat temu).
Do pienikowatych zalicza się ponad 900 opisanych gatunków, zgrupowanych w rodzajach:
- Abbalomba Distant, 1908
- Abdas Distant, 1916
- Ainoptyelus Matsumura, 1942
- Amarusa Walker, 1857
- Aphrophora Germar, 1821
- Aphrophorias Kirkaldy, 1910
- Aphrophorinella Lallemand, 1946
- Aphropsis Metcalf & Horton, 1934
- Ariptyelus Matsumura, 1940
- Atuphora Matsumura, 1942
- Avernus Stål, 1866
- Awafukia Matsumura, 1934
- Awaphora Matsumura, 1940
- Balsana Metcalf, 1952
- Basilioterpa Hamilton & Morales, 1992
- Bathyllus Stål, 1866
- Beesoniella Lallemand, 1933
- Betaclovia Matsumura, 1940
- Boniphora Matsumura, 1942
- Byrebistus Distant, 1920
- Capnodistes Breddin, 1903
- Carystoterpa Lallemand, 1936
- Cephisus Stål, 1866
- Choua Liang, 1989
- Clovia Stål, 1866
- Cloviana Lallemand, 1957
- Cnemidanomia Kusnezov, 1932
- Cordia Stål, 1866
- Daha Distant, 1908
- Dasyoptera Metcalf & Bruner, 1925
- Dinda Distant, 1908
- Dophora Matsumura, 1942
- Ecothera Melichar, 1915
- Egretius Jacobi, 1908
- Eguptyelus Matsumura, 1942
- Enocomia Ball, 1919
- Eoptyelus Jacobi, 1921
- Epicranion Fowler, 1897
- Escragnollia Schmidt, 1922
- Euclovia Matsumura, 1903
- Eulepyronia Schmidt, 1924
- Eulepyroniella Schmidt, 1925
- Europhora Matsumura, 1942
- Eurycercopis Kirkaldy, 1906
- Eusounama Liu, 1942
- Flosshilda Kirkaldy, 1900
- Formophora Matsumura, 1942
- Futaptyelus Matsumura, 1942
- Gaeta Metcalf & Bruner, 1944
- Gallicana Lallemand, 1912
- Grellaphia Schmidt, 1920
- Handschinia Lallemand, 1935
- Hemiapterus Jacobi, 1904
- Hemipoophilus Jacobi, 1912
- Hiraphora Matsumura, 1940
- Hosophora Matsumura, 1942
- Hymettus Stål, 1866
- Interocrea Walker, 1870
- Iophosa Jacobi, 1921
- Irlandiana Lallemand, 1957
- Iwaptyelus Matsumura, 1942
- Izzardana Lallemand, 1957
- Jembra Metcalf & Horton, 1934
- Jembrana Distant, 1908
- Jembroides Matsumura, 1942
- Jembrophora Matsumura, 1942
- Jembropsis Matsumura, 1940
- Jophora Matsumura, 1942
- Kageptyelus Matsumura, 1942
- Kitaptyelus Matsumura, 1940
- Koreptyelus Matsumura, 1942
- Kotophora Matsumura, 1940
- Lallemandana China & Myers, 1934
- Lemoultana Lallemand, 1940
- Leocomia Ball, 1919
- Leocomiopsis Metcalf & Bruner, 1944
- Lepyronia Amyot & Serville, 1843
- Lepyroniella Melichar, 1913
- Lepyronoxia Melichar, 1915
- Lepyropsis Metcalf & Horton, 1934
- Liorhina Stål, 1870
- Macrofukia Matsumura, 1940
- Mandesa Distant, 1908
- Maptyelus Matsumura, 1942
- Megafukia Matsumura, 1940
- Mesoptyelus Matsumura, 1904
- Mimoptyelus Matsumura, 1942
- Miphora Matsumura, 1940
- Nagaclovia Matsumura, 1940
- Nagafukia Matsumura, 1940
- Nagophora Matsumura, 1940
- Napotrephes Stål, 1866
- Neoavernus Distant, 1909
- Neophilaenus Haupt, 1935
- Nesaphrestes Kirkaldy, 1907
- Nikkofukia Matsumura, 1940
- Nikkoptyelus Matsumura, 1942
- Nokophora Matsumura, 1940
- Novaphrophara Lallemand, 1940
- Novophilaenus Lallemand, 1936
- Nyanja Distant, 1908
- Obiphora Matsumura, 1942
- Ogaphora Matsumura, 1942
- Oiptyelus Matsumura, 1942
- Okiptyelus Matsumura, 1940
- Omalophora Matsumura, 1942
- Orthorapha Westwood, 1832
- Paralepyroniella Metcalf, 1952
- Paraphilaenus Vilbaste, 1962
- Paraphrophora Fowler, 1897
- Pareurycercopis Lallemand & Synave, 1953
- Patriziana Lallemand, 1935
- Pentacanthoides Metcalf, 1952
- Perinoia Walker, 1851
- Petaphora Matsumura, 1942
- Peuceptyelus Sahlberg, 1871
- Philaenarcys Hamilton, 1979
- Philaenus Stål, 1864
- Philagra Stål, 1863
- Philagrina Lallemand, 1946
- Philaronia Ball, 1899
- Plinia Stål, 1866
- Poophilus Stål, 1866
- Pseudaphronella Evans, 1966
- Pseudaphrophora Schmidt, 1924
- Pseudocraniolum Hedicke, 1923
- Ptyelinellus Lallemand, 1946
- Ptyelus Le Peletier de Saint-Fargeau & Serville, 1825
- Qinophora Chou & Liang, 1987
- Sabphora Matsumura, 1942
- Sagophora Matsumura, 1942
- Salomonia Lallemand, 1940
- Sappoptyelus Matsumura, 1942
- Seiphora Matsumura, 1942
- Sepullia Stål, 1866
- Sinophora Melichar, 1902
- Sounama Distant, 1908
- Sphodroscarta Stål, 1869
- Strandiana Lallemand, 1936
- Takagia Matsumura, 1942
- Takaphora Matsumura, 1942
- Tamaphora Matsumura, 1942
- Tilophora Matsumura, 1942
- Tobiphora Matsumura, 1942
- Todophora Matsumura, 1940
- Tonkaephora Matsumura, 1942
- Toroptyelus Matsumura, 1942
- Tremapterus Spinola, 1850
- Trigophora Matsumura, 1942
- Tukaphora Matsumura, 1942
- Vervactor Distant, 1916
- Witteella Lallemand, 1941
- Xenaphrophora Fowler, 1897
- Yamaphora Matsumura, 1942
- Yaphora Matsumura, 1942
- Yezophora Matsumura, 1940
- Yunnana China, 1925